# 11e cérémonie des Teen Choice Awards
La 11e cérémonie des Teen Choice Awards a eu lieu le 9 août 2009 à Los Angeles, a été retransmise sur la chaîne FOX et a été présentée par les Jonas Brothers.
Les prix récompensent les réalisations de l'année dans la musique, le cinéma, la télévision, le sport, la mode, la comédie, les jeux vidéo et d'internet, et ont été votés par les téléspectateurs âgés de 13 à 19.
Twilight a remporté la plupart des récompenses avec le total de dix victoires sur onze nominations, dont Robert Pattinson qui a reçu le Choice Male Hottie. Miley Cyrus a présenté Britney Spears avec l'Ultimate Choice Award.

## Performances
- Jonas Brothers – "Much Better" et "World War III"
- Sean Kingston – "Fire Burning"
- Black Eyed Peas – "I Gotta Feeling"
- Miley Cyrus – "Party in the U.S.A."

## Remettants
- Kristen Bell
- Alexis Bledel
- Corbin Bleu
- Jordana Brewster
- Chris Colfer
- Gaelan Connell (en)
- Dane Cook
- Miranda Cosgrove
- Miley Cyrus
- Josh Duhamel
- Fred Figglehorn
- Zach Gilford
- Selena Gomez
- Honor Society
- Vanessa Hudgens
- Kim Kardashian
- Daren Kagasoff
- Shawn Johnson
- Nathan Kress
- George Lopez
- Jennette McCurdy
- Kevin McHale
- Alyson Michalka
- Lea Michele
- Cory Monteith
- Jennifer Morrison
- Emily Osment
- Keke Palmer
- Hayden Panettiere
- Amber Riley
- Emma Roberts
- Jordin Sparks
- Ashley Tisdale
- Jerry Trainor
- Jenna Ushkowitz
- Marlon Wayans
- Ed Westwick
- Shailene Woodley

## Palmarès
Les lauréats seront indiqués ci-dessous dans chaque catégorie et en caractères gras.

### Cinéma
| Film : Action | Acteur : Action | Actrice : Action |
| --- | --- | --- |
| X-Men Origins: Wolverine - Fast and Furious 4 - Star Trek - Taken - Terminator Renaissance | Hugh Jackman – X-Men Origins: Wolverine - Christian Bale – Terminator Renaissance - Dwayne Johnson – La Montagne ensorcelée - Shia LaBeouf – L'Œil du mal - Paul Walker – Fast and Furious 4 | Jordana Brewster – Fast and Furious 4 - Malin Åkerman – Watchmen : Les Gardiens - Bryce Dallas Howard – Terminator Renaissance - Mila Kunis – Max Payne - Zoe Saldana – Star Trek |
| Film : Dramatique | Acteur : Dramatique | Actrice : Dramatique |
| Twilight, chapitre I : Fascination - Anges et Démons - L'Étrange Histoire de Benjamin Button - Obsessed - Slumdog Millionaire                                                                              | Robert Pattinson – Twilight, chapitre I : Fascination - Hugh Jackman – Australia - Dev Patel – Slumdog Millionaire - Brad Pitt – L'Étrange Histoire de Benjamin Button - Channing Tatum – Fighting                                                                                                 | Kristen Stewart – Twilight, chapitre I : Fascination - Beyoncé – Obsessed - Angelina Jolie – L'Échange - Nicole Kidman – Australia - Freida Pinto – Slumdog Millionaire |
| Film : Romance | Film : Comédie romantique | Film : Horreur/Thriller |
| Twilight, chapitre I : Fascination - Australia - Confessions d'une accro du shopping - Ce que pensent les hommes - Quatre filles et un jean 2                                                              | Marley et moi - I Love You, Man - Délire Express - Les Grands Frères - Tonnerre sous les tropiques | Vendredi 13 - Jusqu'en enfer - La Malédiction de Molly Hartley - En quarantaine - Les Intrus |
| Film : Comédie | Acteur : Comédie | Actrice : Comédie |
| La Nuit au musée 2 - Very Bad Trip - Le Monde (presque) perdu - Paul Blart : Super Vigile - Yes Man | Zac Efron – 17 ans encore - Jim Carrey – Yes Man - Will Ferrell – Le Monde (presque) perdu - Seth Rogen – Observe and Report et Délire Express - Ben Stiller – La Nuit au musée 2 | Anne Hathaway – Meilleures Ennemies - Amy Adams – La Nuit au musée 2 - Jennifer Aniston – Marley et moi et Ce que pensent les hommes - Isla Fisher – Confessions d'une accro du shopping - Kate Hudson – Meilleures Ennemies                                                                       |
| Film : Musique/Danse | Acteur : Musique/Danse | Actrice : Musique/Danse |
| High School Musical 3 : Nos années lycée - Hannah Montana, le film - Jonas Brothers : Le concert événement - Une nuit à New York - Steppin: The Movie                                                      | Zac Efron – High School Musical 3 : Nos années lycée - Corbin Bleu – High School Musical 3 : Nos années lycée - Michael Cera – Une nuit à New York - Jason Earles – Hannah Montana, le film - Lucas Till – Hannah Montana, le film                                                                 | Miley Cyrus – Hannah Montana, le film - Kat Dennings – Une nuit à New York - Vanessa Hudgens – High School Musical 3 : Nos années lycée - Ashley Tisdale – High School Musical 3 : Nos années lycée - Amy Smart – Au rythme de l'amour                                                             |
| Meilleur méchant | Révélation masculine de l'année | Révélation féminine de l'année |
| Cam Gigandet – Twilight, chapitre I : Fascination - Hank Azaria – La Nuit au musée 2 - Eric Bana – Star Trek - Ken Jeong – Very Bad Trip - Liev Schreiber – X-Men Origins: Wolverine                       | Taylor Lautner – Twilight, chapitre I : Fascination - Taylor Kitsch – X-Men Origins: Wolverine - Dev Patel – Slumdog Millionaire - Chris Pine – Star Trek - Sam Worthington – Terminator Renaissance                                                                                               | Ashley Greene – Twilight, chapitre I : Fascination - Lynn Collins – X-Men Origins: Wolverine - Emily Osment – Hannah Montana, le film - Freida Pinto – Slumdog Millionaire - Nikki Reed – Twilight, chapitre I : Fascination                                                                       |
| Meilleure crise de colère | Meilleur baiser | Meilleur baiser |
| Miley Cyrus – Hannah Montana, le film - Jim Carrey – Yes Man - Robert Downey Jr. – Tonnerre sous les tropiques - Kate Hudson – Meilleures Ennemies - Hugh Jackman – X-Men Origins: Wolverine               | Robert Pattinson et Kristen Stewart – Twilight, chapitre I : Fascination - Miley Cyrus et Lucas Till – Hannah Montana, le film - Zac Efron et Vanessa Hudgens – High School Musical 3 : Nos années lycée - Dev Patel et Freida Pinto – Slumdog Millionaire - Owen Wilson et Marley – Marley et moi | Robert Pattinson et Kristen Stewart – Twilight, chapitre I : Fascination - Miley Cyrus et Lucas Till – Hannah Montana, le film - Zac Efron et Vanessa Hudgens – High School Musical 3 : Nos années lycée - Dev Patel et Freida Pinto – Slumdog Millionaire - Owen Wilson et Marley – Marley et moi |
| Meilleur moment rockstar | Meilleur combat | Meilleur combat |
| Zac Efron – 17 Again - Jim Carrey – Yes Man - Bradley Cooper, Zach Galifianakis, Ed Helms et Mike Tyson – Very Bad Trip - Anne Hathaway – Meilleures Ennemies - Paul Rudd et Jason Segel – I Love You, Man | Robert Pattinson vs. Cam Gigandet – Twilight, chapitre I : Fascination - Beyoncé vs. Ali Larter – Obsessed - Anne Hathaway vs. Kate Hudson – Meilleures Ennemies - Hugh Jackman et Liev Schreiber vs. Ryan Reynolds – X-Men Origins: Wolverine - Chris Pine vs. Zachary Quinto – Star Trek         | Robert Pattinson vs. Cam Gigandet – Twilight, chapitre I : Fascination - Beyoncé vs. Ali Larter – Obsessed - Anne Hathaway vs. Kate Hudson – Meilleures Ennemies - Hugh Jackman et Liev Schreiber vs. Ryan Reynolds – X-Men Origins: Wolverine - Chris Pine vs. Zachary Quinto – Star Trek         |
| Meilleur film de l'été - Romance | Meilleur acteur de l'été | Meilleure actrice de l'été |
| La proposition - Away We Go - I Love You, Man - Vacances à la grecque - L'Abominable Vérité | Shia LaBeouf – Transformers 2 - Sacha Baron Cohen – Brüno - Bradley Cooper – Very Bad Trip - Johnny Depp – Public Enemies - Ryan Reynolds – La proposition - Adam Sandler – Funny People | Megan Fox – Transformers 2 - Sandra Bullock – La proposition - Cameron Diaz – Ma vie pour la tienne - Katherine Heigl – L'Abominable Vérité - Hayden Panettiere – I Love You, Beth Cooper - Ashley Tisdale – Les Zintrus                                                                           |
| Meilleur film de l'été - Action | Meilleur film de l'été - Dramatique | Meilleur film de l'été - Comédie |
| Harry Potter et le Prince de sang-mêlé - Star Trek - Terminator Renaissance - Transformers 2 - X-Men Origins: Wolverine                                                                                    | Ma vie pour la tienne - Anges et Démons - Esther - Public Enemies - L'Attaque du métro 123 | Là-haut - Brüno - Funny People - Very Bad Trip - L'An 1 : Des débuts difficiles |

### Télévision
| Série : Dramatique | Acteur : Dramatique | Actrice : Dramatique |
| --- | --- | --- |
| Gossip Girl - 90210 Beverly Hills : Nouvelle Génération - Grey's Anatomy - Dr House - La Vie secrète d'une ado ordinaire | Chace Crawford – Gossip Girl - Penn Badgley – Gossip Girl - Ken Baumann – La Vie secrète d'une ado ordinaire - Joshua Jackson – Fringe - Dustin Milligan – 90210 Beverly Hills : Nouvelle Génération | Leighton Meester – Gossip Girl - Minka Kelly – Friday Night Lights - Blake Lively – Gossip Girl - Olivia Wilde – Dr House - Shailene Woodley – La Vie secrète d'une ado ordinaire                                                                                 |
| Série : Action | Acteur : Action | Actrice : Action |
| Heroes - 24 heures chrono - Lost : Les Disparus - Smallville - Terminator : Les Chroniques de Sarah Connor | Tom Welling – Smallville - Thomas Dekker – Terminator : Les Chroniques de Sarah Connor - Matthew Fox – Lost : Les Disparus - Josh Holloway – Lost : Les Disparus - Milo Ventimiglia – Heroes         | Hayden Panettiere – Heroes - Kristen Bell – Heroes - Summer Glau – Terminator : Les Chroniques de Sarah Connor - Kristin Kreuk – Smallville - Ali Larter – Heroes                                                                                                 |
| Série : Comédie | Acteur : Comédie | Actrice : Comédie |
| Hannah Montana - How I Met Your Mother - iCarly - The Office - Ugly Betty | Jonas Brothers – Jonas L. A. - Steve Carell – The Office - Neil Patrick Harris – How I Met Your Mother - Charlie Sheen – Mon oncle Charlie - Jerry Trainor – iCarly                                  | Miley Cyrus – Hannah Montana - Miranda Cosgrove – iCarly - America Ferrera – Ugly Betty - Jenna Fischer – The Office - Eva Longoria – Desperate Housewives |
| Meilleure série animée | Télé réalité | Télé réalité de compétition |
| Bob l'éponge - American Dad! - Les Griffin - Les Simpson - South Park | Laguna Beach : The Hills - Jon & Kate Plus 8 - Kathy Griffin: My Life on the D-List - L'Incroyable Famille Kardashian - Rob Dyrdek's Fantasy Factory                                                 | American Idol - America's Best Dance Crew - Top Model USA - The Bachelor - Dancing with the Stars |
| Meilleur personnalité | Meilleur Vilain | Meilleur acolyte |
| Ryan Seacrest – American Idol et E! News - Tyra Banks – Top Model USA - Simon Cowell – American Idol - Lil Mama – America's Best Dance Crew - Mario López – America's Best Dance Crew                                                   | Ed Westwick – Gossip Girl - Spencer Pratt – Laguna Beach : The Hills - Zachary Quinto – Heroes - Michael Rosenbaum – Smallville - Vanessa Williams – Ugly Betty                                      | Emily Osment – Hannah Montana - Jake T. Austin – Les Sorciers de Waverly Place - Allison Mack – Smallville - Jennette McCurdy – iCarly - Michael Urie – Ugly Betty                                                                                                |
| Meilleure nouveauté à la télévision | Meilleure révélation masculine de l'année | Meilleure révélation féminine de l'année |
| Jonas L. A. - 90210 Beverly Hills : Nouvelle Génération - Fringe - Glee - La Vie secrète d'une ado ordinaire | Frankie Jonas – Jonas L. A. - Daren Kagasoff – La Vie secrète d'une ado ordinaire - Danny McBride – Kenny Powers - Cory Monteith – Glee - Tristan Wilds – 90210 Beverly Hills : Nouvelle Génération  | Demi Lovato – Sonny - AnnaLynne McCord – 90210 Beverly Hills : Nouvelle Génération - Lea Michele – Glee - Chelsea Kane – Jonas L. A. - Anna Torv – Fringe |
| Meilleurs parents | Personnage de Télé réalité masculine | Personnage de Télé réalité féminine |
| Billy Ray Cyrus – Hannah Montana - Mark Derwin et Molly Ringwald – La Vie secrète d'une ado ordinaire - Rob Estes et Lori Loughlin – 90210 Beverly Hills : Nouvelle Génération - Tony Plana – Ugly Betty - Matthew Settle – Gossip Girl | Adam Lambert – American Idol - Kris Allen – American Idol - Rob Dyrdek – Rob Dyrdek's Fantasy Factory - Brody Jenner – Bromance - Ryan Sheckler – Life of Ryan                                       | Lauren Conrad – Laguna Beach : The Hills - Teyona Anderson – Top Model USA - Paris Hilton – Paris Hilton : une amie pour la vie ? - Shawn Johnson – Dancing with the Stars - Kim Kardashian – L'Incroyable Famille Kardashian                                     |
| Meilleure série de l'été | Meilleur acteur de série de l'été | Meilleure actrice de série de l'été |
| Princess Protection Program - Championnes à tout prix - Paris Hilton : une amie pour la vie ? - La Vie secrète d'une ado ordinaire - Tu crois que tu sais danser                                                                        | Daren Kagasoff – La Vie secrète d'une ado ordinaire - Ken Baumann – La Vie secrète d'une ado ordinaire - Adrian Grenier – Entourage - George Lopez – Mr. Troop Mom - Stephen Moyer – True Blood      | Selena Gomez – Princess Protection Program et Les Sorciers de Waverly Place - Paris Hilton – Paris Hilton : une amie pour la vie ? - Demi Lovato – Princess Protection Program - Anna Paquin – True Blood - Shailene Woodley – La Vie secrète d'une ado ordinaire |